# Bradypontius caudatus
Bradypontius caudatus is een eenoogkreeftjessoort uit de familie van de Artotrogidae. De wetenschappelijke naam van de soort werd in 1915 voor het eerst geldig gepubliceerd door Georg Ossian Sars.